# Argylia conaiensis
Argylia conaiensis là một loài thực vật có hoa trong họ Chùm ớt. Loài này được Ravenna mô tả khoa học đầu tiên năm 2007.